# Оглан-Теппе
Оглан-Теппе (перс. اغلان تپه‎) — село на севере Ирана, в остане Альборз. Входит в состав шахрестана Саводжболаг. Является частью дехестана (сельского округа) Рамджин бахша Чехарбаг.

## География
Село находится в южной части Альборза, к югу от хребта Эльбурс, на расстоянии приблизительно 13 километров к западу от Кереджа, административного центра провинции. Абсолютная высота — 1276 метров над уровнем моря.

## Население
По данным переписи 2006 года население села составляло 1480 человек (803 мужчины и 677 женщин). В Оглан-Теппе насчитывалось 369 семей. Уровень грамотности населения составлял 62,97 %. Уровень грамотности среди мужчин составлял 70,11 %, среди женщин — 54,51 %.